# Lucie Zedníčková
Lucie Zedníčková (ur. 15 listopada 1968 w Pradze) – czeska aktorka filmowa, teatralna i telewizyjna.

## Wybrane role filmowe
- 1980: Miłość między kroplami deszczu (Lásky mezi kapkami deště) – Věra Bursíková w dzieciństwie
- 1983: Trzeci książę (Třetí princ) – siostra Týny
- 1991: Żabi król (Žabí král) – contessa
- 2016–2020: Klinika życia (Ordinace v růžové zahradě) – Naďa Růžičková (serial TV)